# Ministerio de Ciencias y Educación (Azerbaiyán)

El Ministerio de Ciencias y Educación de la República de Azerbaiyán (en azerbaiyano Azərbaycan Respublikasının Elm və Təhsil Nazirliyi) – es un órgano del poder ejecutivo de Azerbaiyán, que se encarga de la reglamentación del sistema de la educación, control de calidad de la educación, la protección de los derechos constitucionales de las personas a la educación, garantía de la igualdad de los derechos a recibir una educación. Del 26 de marzo de 1998 al 19 de abril de 2013 el ministro de Educación fue Misir Mardanov, de 2013 a 2017 – Mikail Djabbarov.

## Historia
Por primera vez el Ministerio de educación fue creado en el período de la República Democrática de Azerbaiyán, que proclamó su independencia el 28 de mayo de 1918. El 30 de junio de 1918 el Consejo de los Ministros estableció oficialmente el Ministerio de Educación Nacional de la República Democrática de Azerbaiyán. El ministerio se consiste de tres departamentos: de la educación secundaria general, de la educación superior y secundaria especializada.
Después de la caída de la primera República el 28 de abril de 1920, según el decreto del Consejo de los Ministros de la RSS de Azerbaiyán, el Ministerio fue convertido al Comisariado de Educación Nacional. En 1959, por el consejo de los Ministros fue establecido el Comité de la educación superior y secundaria especializada. El Comité desde 1964 hasta 1988 funcionó como agencia independiente del gobierno. En 1988 todas agencias de educación fueron eliminados por el decreto del Consejo de los Ministros y fue creado el Ministerio de Educación Nacional. Por el decreto presidencial del 3 de septiembre de 1993 el Ministerios se denominado al Ministerio de Educación. El Estatuto del Ministerio fue aprobado por el decreto del Presidente del 1 de marzo de 2005.

## Estructura
El Ministerio es encabezado por el ministro, que tiene tres viceministros.  Existe también la Oficina de Educación de Bakú. Las funciones de lMinisterio incluyen la determinación de la concepción del desarrollo del sistema de educación de Azerbaiyán, preparación de los programas estatales para la realización de las concepciones, la protección de los derechos de los ciudadanos a recibir la educación adecuada, la creación de las condiciones de iqualidad en las instituciones educativas, garantía de la calidad de la educación, creación de los modeles económicos e institucionales en concordancia de estandartes modernos, la organización, realización y desarrollo de las relaciones internacionales en la esfera de educación.

### Departamentos
- departamento de educación preescolar;
- departamento de educación extraescolar;
- departamento de enseñanza general;
- departamento de educación profesional inicial;
- departaneto de enseñanza media especializada;
- departamento de educación superior;
- departamento de cooperación internacional.

## Cooperación internacional
La actividad de la cooperación internacional se base en la Ley de la República de Azerbaiyán sobre la educación, el Estatuto del Ministerio de Educación, el Estatuto “sobre el envío de los ciudadanos azerbaiyanos al extranjero para la educación y recibo la educación de los ciudadanos extranjeros en Azerbaiyán” y otros reglamentos adecuados.

### Obligaciones
- Garantía de la realización de la cooperación internacional con los países extranjeros, organizaciones internacionales y organizaciones no gubernamentales extranjeros en la esfera de educación;

- Gestión de la selección, registro, realización de las actividades adecuados, destinadas al envío de los estudiantes al extranjero para la educación;

- Ejecución de los reglamentos adecuados, relacionados con la educación de los ciudadanos extranjeros en las universidades de la República de Azerbaiyán, estudio de a experiencia internacional en la misma esfera y prestación las propuestas.